# Johanna van Navarra (1370-1437)
Johanna van Navarra, ook Johanna van Évreux genoemd, (Pamplona, ca. 1370 - Havering-atte-Bower, 10 juni 1437) was door haar huwelijk met hertog Jan IV van Bretagne hertogin-gemalin en later door haar huwelijk met koning Hendrik IV van Engeland koningin-gemalin van Engeland. Ze trad gedurende de minderjarigheid van haar zoon van 1399 tot 1403 op als regentes van Bretagne. Ze was ook regentes van Engeland gedurende de afwezigheid van haar stiefzoon in 1415.

## Leven
Johanna werd rond 1370 geboren als dochter van koning Karel II van Navarra en Johanna van Valois.

### Hertogin-gemalin van Bretagne
Op 2 oktober 1386 trouwde Johanna met hertog Jan IV van Bretagne (in traditionele Engelse bronnen vaak Jan V genoemd). Ze was zijn derde vrouw en de enige die hem kinderen zou baren.
Bij het overlijden van Jan IV op 1 november 1399 werd hij door hun zoon, Jan V van Bretagne, opgevolgd. Omdat haar zoon nog minderjarig was, werd zij aangesteld als zijn voogd en regentes van Bretagne tijdens zijn minderjarigheid. Niet lang daarna deed koningin Hendrik IV van Engeland haar een huwelijksvoorstel: dit huwelijksvoorstel zou eerder uit wederzijdse persoonlijke affectie zijn voortgekomen dan uit dynastieke overwegingen. Volgens de Encyclopædia Britannica ontwikkelde deze affectie tussen Johanna en Hendrik Bolingbroke (de latere koning Hendrik IV) zich toen hij tijdens zijn verbanning uit Engeland aan het hof van Bretagne verbleef. Johanna gaf hem een gunstig antwoord, maar zei dat ze niet naar Engeland kon afreizen alvorens ze enige zaken in Bretagne had geregeld en maatregelen had genomen voor de veiligheid van het hertogdom en haar kinderen.
Ze wist dat het onmogelijk zou zijn om regentes van Bretagne te blijven, eens ze met de Engelse koning was getrouwd, noch dat ze in staat zijn om haar zonen met haar mee te nemen naar Engeland. Een pauselijke dispensatie, nodig voor het huwelijk, werd in 1402 verkregen.
Johanna onderhandelde intussen met Filips de Stoute, hertog van Bourgondië, om hem tot voogd van haar zoons en regent van Bretagne aan te stellen. Ten slotte droeg ze de voogdij over haar zonen en haar positie als regentes van Bretagne over aan de hertog van Bourgondië, die had gezworen de Bretoense rechten en recht te respecteren en vertrok daarop met haar dochters naar Engeland.

### Koningin-gemalin van Engeland
Op 7 februari 1403 traden Johanna en Hendrik IV in de kathedraal van Winchester in het huwelijk. Op 26 februari hield ze haar formele intocht te Londen, waar ze tot koningin van Engeland werd gekroond. Koningin Johanna werd omschreven als knap, gracieus en majestueus, maar ook als hebzuchtig en gierig en werd ervan beschuldigd steekpenningen aan te nemen. Naar verluidt had ze geen goede indruk van Engeland gekregen, want een Bretoens schip werd kort na haar huwelijk net voor de Engelse kust aangevallen. Ze verkoos het gezelschap van haar Bretoense entourage, hetgeen in die mate aanstoot gaf dat haar Bretoense hovelingen op bevel van het parlement werden verbannen, een verbanning waarvan de koning van mening was dat hij er niet tegen in kon gaan aangezien zijn relatie met het parlement in die tijd al erg gespannen was.
Johanna en Hendrik hadden geen kinderen samen, maar in de bronnen wordt vermeld dat ze een goede relatie had met Hendriks kinderen uit zijn eerste huwelijk en vaak de kant van kroonprins Hendrik koos in diens twisten met zijn vader. Haar dochters keerden drie jaar na hun aankomst in Engeland op bevel van hun oudste broer - en Johanna's oudste zoon - terug naar Bretagne.
In 1413 stierf haar tweede echtgenoot en werd deze opgevolgd door haar stiefzoon: Hendrik V van Engeland. Johanna had een zeer goede relatie met Hendrik, die haar zelfs het regentschap toevertrouwde toen hij in 1415 naar Frankrijk trok. Bij zijn terugkeer bracht hij echter haar zoon, Arthur III van Bretagne, met zich mee als krijgsgevangene. Johanna trachtte hem zonder succes vrij te krijgen. Dit had blijkbaar haar relatie met Hendrik ernstig beschadigd: in 1419 werd ze ervan beschuldigd twee magiërs te hebben ingehuurd om hekserij te gebruiken om de koning te vergiftigen. Haar groot fortuin werd geconfisqueerd en ze werd in Pevensey Castle in Sussex opgesloten. Ze werd in 1422 door Hendrik V op zijn sterfbed vrijgelaten.
Na haar vrijlating werd haar fortuin aan haar teruggegeven en ze leefde de rest van haar leven rustig en comfortabel met haar eigen hofhouding in Nottingham Castle, tot het begin van de regeerperiode van Hendrik VI. Ze stierf te Havering-atte-Bower in Essex en werd in de kathedraal van Canterbury naast Hendrik IV bijgezet.

## Kinderen
- Johanna (Nantes, 12 augustus 1387 - 7 december 1388).
- Isabella (oktober 1388 - december 1388).
- Jan V van Bretagne (Château de l'Hermine, in de buurt van Vannes, Morbihan, 24 december 1389 - manoir de La Touche, in de buurt van Nantes, 29 augustus 1442).
- Maria van Bretagne (Nantes, 18 februari 1391 - 18 december 1446), vrouwe van La Guerche, op 26 juni 1398 op het Château de l'Hermine) getrouwd met Jan I van Alençon.
- Margaretha (1392 - 13 april 1428), vrouwe van Guillac, trouwde op 26 juni 1407 met Alain IX, burggraaf van Rohan en graaf van Porhoët (- 1462)
- Arthur III van Bretagne (Château de Succinio, 24 augustus 1393 - Nantes, 26 december 1458).
- Gilles (1394 - Cosne-sur-Loire, 19 juli 1412), heer van Chantocé en Ingrande.
- Richard van Bretagne (1395 - kasteel van Clisson, 2 juni 1438), graaf van Benon, Étampes en Mantes,  op 29 augustus 1423 op het kasteel van Blois met Margaretha van Orléans, hertogin van Vertus en dochter van hertog Lodewijk I van Orléans.
- Blanca (1397 - voor 1419), op 26 juni 1407 te Nantes getrouwd met graaf Jan IV van Armagnac.

## Kwartierstaat
| Lodewijk van Évreux (1276-1319)   | Lodewijk van Évreux (1276-1319)   | Lodewijk van Évreux (1276-1319)   | Lodewijk van Évreux (1276-1319)   | Lodewijk van Évreux (1276-1319)    | Lodewijk van Évreux (1276-1319)    | Margaretha van Artesië (1285-1311) | Margaretha van Artesië (1285-1311) | Margaretha van Artesië (1285-1311) | Margaretha van Artesië (1285-1311) | Margaretha van Artesië (1285-1311) | Margaretha van Artesië (1285-1311) |                                   |                                   | Lodewijk X van Frankrijk (1289-1316) | Lodewijk X van Frankrijk (1289-1316) | Lodewijk X van Frankrijk (1289-1316) | Lodewijk X van Frankrijk (1289-1316) | Lodewijk X van Frankrijk (1289-1316) | Lodewijk X van Frankrijk (1289-1316) | Margaretha van Bourgondië (1290-1315) | Margaretha van Bourgondië (1290-1315) | Margaretha van Bourgondië (1290-1315) | Margaretha van Bourgondië (1290-1315) | Margaretha van Bourgondië (1290-1315) | Margaretha van Bourgondië (1290-1315) |                               |                               | Filips VI van Frankrijk (1293-1350) | Filips VI van Frankrijk (1293-1350) | Filips VI van Frankrijk (1293-1350) | Filips VI van Frankrijk (1293-1350) | Filips VI van Frankrijk (1293-1350)      | Filips VI van Frankrijk (1293-1350)      | Johanna van Bourgondië (1293-1349)       | Johanna van Bourgondië (1293-1349)       | Johanna van Bourgondië (1293-1349)       | Johanna van Bourgondië (1293-1349)       | Johanna van Bourgondië (1293-1349) | Johanna van Bourgondië (1293-1349) |                                   |                                   | Jan de Blinde (1296-1346)         | Jan de Blinde (1296-1346)         | Jan de Blinde (1296-1346)       | Jan de Blinde (1296-1346)       | Jan de Blinde (1296-1346)       | Jan de Blinde (1296-1346)       | Elisabeth I van Bohemen (1292-1330) | Elisabeth I van Bohemen (1292-1330) | Elisabeth I van Bohemen (1292-1330) | Elisabeth I van Bohemen (1292-1330) | Elisabeth I van Bohemen (1292-1330) | Elisabeth I van Bohemen (1292-1330) |  |  |  |  |  |  |  |  |  |  |  |  |  |  |  |  |  |  |  |  |  |  |  |  |  |  |  |  |  |  |  |  |  |  |  |  |  |  |  |  |  |  |  |  |  |  |  |  |
| Lodewijk van Évreux (1276-1319)   | Lodewijk van Évreux (1276-1319)   | Lodewijk van Évreux (1276-1319)   | Lodewijk van Évreux (1276-1319)   | Lodewijk van Évreux (1276-1319)    | Lodewijk van Évreux (1276-1319)    | Margaretha van Artesië (1285-1311) | Margaretha van Artesië (1285-1311) | Margaretha van Artesië (1285-1311) | Margaretha van Artesië (1285-1311) | Margaretha van Artesië (1285-1311) | Margaretha van Artesië (1285-1311) |                                   |                                   | Lodewijk X van Frankrijk (1289-1316) | Lodewijk X van Frankrijk (1289-1316) | Lodewijk X van Frankrijk (1289-1316) | Lodewijk X van Frankrijk (1289-1316) | Lodewijk X van Frankrijk (1289-1316) | Lodewijk X van Frankrijk (1289-1316) | Margaretha van Bourgondië (1290-1315) | Margaretha van Bourgondië (1290-1315) | Margaretha van Bourgondië (1290-1315) | Margaretha van Bourgondië (1290-1315) | Margaretha van Bourgondië (1290-1315) | Margaretha van Bourgondië (1290-1315) |                               |                               | Filips VI van Frankrijk (1293-1350) | Filips VI van Frankrijk (1293-1350) | Filips VI van Frankrijk (1293-1350) | Filips VI van Frankrijk (1293-1350) | Filips VI van Frankrijk (1293-1350)      | Filips VI van Frankrijk (1293-1350)      | Johanna van Bourgondië (1293-1349)       | Johanna van Bourgondië (1293-1349)       | Johanna van Bourgondië (1293-1349)       | Johanna van Bourgondië (1293-1349)       | Johanna van Bourgondië (1293-1349) | Johanna van Bourgondië (1293-1349) |                                   |                                   | Jan de Blinde (1296-1346)         | Jan de Blinde (1296-1346)         | Jan de Blinde (1296-1346)       | Jan de Blinde (1296-1346)       | Jan de Blinde (1296-1346)       | Jan de Blinde (1296-1346)       | Elisabeth I van Bohemen (1292-1330) | Elisabeth I van Bohemen (1292-1330) | Elisabeth I van Bohemen (1292-1330) | Elisabeth I van Bohemen (1292-1330) | Elisabeth I van Bohemen (1292-1330) | Elisabeth I van Bohemen (1292-1330) |  |  |  |  |  |  |  |  |  |  |  |  |  |  |  |  |  |  |  |  |  |  |  |  |  |  |  |  |  |  |  |  |  |  |  |  |  |  |  |  |  |  |  |  |  |  |  |  |
|                                   |                                   |                                   |                                   |                                    |                                    |                                    |                                    |                                    |                                    |                                    |                                    |                                   |                                   |                                      |                                      |                                      |                                      |                                      |                                      |                                       |                                       |                                       |                                       |                                       |                                       |                               |                               |                                     |                                     |                                     |                                     |                                          |                                          |                                          |                                          |                                          |                                          |                                    |                                    |                                   |                                   |                                   |                                   |                                 |                                 |                                 |                                 |                                     |                                     |                                     |                                     |                                     |                                     |  |  |  |  |  |  |  |  |  |  |  |  |  |  |  |  |  |  |  |  |  |  |  |  |  |  |  |  |  |  |  |  |  |  |  |  |  |  |  |  |  |  |  |  |  |  |  |  |
|                                   |                                   |                                   |                                   | Filips III van Navarra (1306-1343) | Filips III van Navarra (1306-1343) | Filips III van Navarra (1306-1343) | Filips III van Navarra (1306-1343) | Filips III van Navarra (1306-1343) | Filips III van Navarra (1306-1343) |                                    |                                    |                                   |                                   |                                      |                                      | Johanna II van Navarra (1312-1349)   | Johanna II van Navarra (1312-1349)   | Johanna II van Navarra (1312-1349)   | Johanna II van Navarra (1312-1349)   | Johanna II van Navarra (1312-1349)    | Johanna II van Navarra (1312-1349)    |                                       |                                       |                                       |                                       |                               |                               |                                     |                                     |                                     |                                     | Jan II van Frankrijk (1319-1364)         | Jan II van Frankrijk (1319-1364)         | Jan II van Frankrijk (1319-1364)         | Jan II van Frankrijk (1319-1364)         | Jan II van Frankrijk (1319-1364)         | Jan II van Frankrijk (1319-1364)         |                                    |                                    |                                   |                                   |                                   |                                   | Bonne van Luxemburg (1315-1349) | Bonne van Luxemburg (1315-1349) | Bonne van Luxemburg (1315-1349) | Bonne van Luxemburg (1315-1349) | Bonne van Luxemburg (1315-1349)     | Bonne van Luxemburg (1315-1349)     |                                     |                                     |                                     |                                     |  |  |  |  |  |  |  |  |  |  |  |  |  |  |  |  |  |  |  |  |  |  |  |  |  |  |  |  |  |  |  |  |  |  |  |  |  |  |  |  |  |  |  |  |  |  |  |  |
|                                   |                                   |                                   |                                   | Filips III van Navarra (1306-1343) | Filips III van Navarra (1306-1343) | Filips III van Navarra (1306-1343) | Filips III van Navarra (1306-1343) | Filips III van Navarra (1306-1343) | Filips III van Navarra (1306-1343) |                                    |                                    |                                   |                                   |                                      |                                      | Johanna II van Navarra (1312-1349)   | Johanna II van Navarra (1312-1349)   | Johanna II van Navarra (1312-1349)   | Johanna II van Navarra (1312-1349)   | Johanna II van Navarra (1312-1349)    | Johanna II van Navarra (1312-1349)    |                                       |                                       |                                       |                                       |                               |                               |                                     |                                     |                                     |                                     | Jan II van Frankrijk (1319-1364)         | Jan II van Frankrijk (1319-1364)         | Jan II van Frankrijk (1319-1364)         | Jan II van Frankrijk (1319-1364)         | Jan II van Frankrijk (1319-1364)         | Jan II van Frankrijk (1319-1364)         |                                    |                                    |                                   |                                   |                                   |                                   | Bonne van Luxemburg (1315-1349) | Bonne van Luxemburg (1315-1349) | Bonne van Luxemburg (1315-1349) | Bonne van Luxemburg (1315-1349) | Bonne van Luxemburg (1315-1349)     | Bonne van Luxemburg (1315-1349)     |                                     |                                     |                                     |                                     |  |  |  |  |  |  |  |  |  |  |  |  |  |  |  |  |  |  |  |  |  |  |  |  |  |  |  |  |  |  |  |  |  |  |  |  |  |  |  |  |  |  |  |  |  |  |  |  |
|                                   |                                   |                                   |                                   |                                    |                                    |                                    |                                    |                                    |                                    | Karel II van Navarra (1332-1387)   | Karel II van Navarra (1332-1387)   | Karel II van Navarra (1332-1387)  | Karel II van Navarra (1332-1387)  | Karel II van Navarra (1332-1387)     | Karel II van Navarra (1332-1387)     |                                      |                                      |                                      |                                      |                                       |                                       |                                       |                                       |                                       |                                       |                               |                               |                                     |                                     |                                     |                                     |                                          |                                          |                                          |                                          |                                          |                                          | Johanna van Frankrijk (1343-1373)  | Johanna van Frankrijk (1343-1373)  | Johanna van Frankrijk (1343-1373) | Johanna van Frankrijk (1343-1373) | Johanna van Frankrijk (1343-1373) | Johanna van Frankrijk (1343-1373) |                                 |                                 |                                 |                                 |                                     |                                     |                                     |                                     |                                     |                                     |  |  |  |  |  |  |  |  |  |  |  |  |  |  |  |  |  |  |  |  |  |  |  |  |  |  |  |  |  |  |  |  |  |  |  |  |  |  |  |  |  |  |  |  |  |  |  |  |
|                                   |                                   |                                   |                                   |                                    |                                    |                                    |                                    |                                    |                                    | Karel II van Navarra (1332-1387)   | Karel II van Navarra (1332-1387)   | Karel II van Navarra (1332-1387)  | Karel II van Navarra (1332-1387)  | Karel II van Navarra (1332-1387)     | Karel II van Navarra (1332-1387)     |                                      |                                      |                                      |                                      |                                       |                                       |                                       |                                       |                                       |                                       |                               |                               |                                     |                                     |                                     |                                     |                                          |                                          |                                          |                                          |                                          |                                          | Johanna van Frankrijk (1343-1373)  | Johanna van Frankrijk (1343-1373)  | Johanna van Frankrijk (1343-1373) | Johanna van Frankrijk (1343-1373) | Johanna van Frankrijk (1343-1373) | Johanna van Frankrijk (1343-1373) |                                 |                                 |                                 |                                 |                                     |                                     |                                     |                                     |                                     |                                     |  |  |  |  |  |  |  |  |  |  |  |  |  |  |  |  |  |  |  |  |  |  |  |  |  |  |  |  |  |  |  |  |  |  |  |  |  |  |  |  |  |  |  |  |  |  |  |  |
|                                   |                                   |                                   |                                   |                                    |                                    |                                    |                                    |                                    |                                    |                                    |                                    |                                   |                                   |                                      |                                      |                                      |                                      |                                      |                                      |                                       |                                       |                                       |                                       |                                       |                                       |                               |                               |                                     |                                     |                                     |                                     |                                          |                                          |                                          |                                          |                                          |                                          |                                    |                                    |                                   |                                   |                                   |                                   |                                 |                                 |                                 |                                 |                                     |                                     |                                     |                                     |                                     |                                     |  |  |  |  |  |  |  |  |  |  |  |  |  |  |  |  |  |  |  |  |  |  |  |  |  |  |  |  |  |  |  |  |  |  |  |  |  |  |  |  |  |  |  |  |  |  |  |  |
|                                   |                                   |                                   |                                   |                                    |                                    |                                    |                                    |                                    |                                    |                                    |                                    |                                   |                                   |                                      |                                      |                                      |                                      |                                      |                                      |                                       |                                       |                                       |                                       |                                       |                                       |                               |                               |                                     |                                     |                                     |                                     |                                          |                                          |                                          |                                          |                                          |                                          |                                    |                                    |                                   |                                   |                                   |                                   |                                 |                                 |                                 |                                 |                                     |                                     |                                     |                                     |                                     |                                     |  |  |  |  |  |  |  |  |  |  |  |  |  |  |  |  |  |  |  |  |  |  |  |  |  |  |  |  |  |  |  |  |  |  |  |  |  |  |  |  |  |  |  |  |  |  |  |  |
| Maria van Navarra (1360-ca. 1400) | Maria van Navarra (1360-ca. 1400) | Maria van Navarra (1360-ca. 1400) | Maria van Navarra (1360-ca. 1400) | Maria van Navarra (1360-ca. 1400)  | Maria van Navarra (1360-ca. 1400)  |                                    |                                    | Karel III van Navarra (1361-1425)  | Karel III van Navarra (1361-1425)  | Karel III van Navarra (1361-1425)  | Karel III van Navarra (1361-1425)  | Karel III van Navarra (1361-1425) | Karel III van Navarra (1361-1425) |                                      |                                      | Bonne van Navarra (1364-ca. 1389)    | Bonne van Navarra (1364-ca. 1389)    | Bonne van Navarra (1364-ca. 1389)    | Bonne van Navarra (1364-ca. 1389)    | Bonne van Navarra (1364-ca. 1389)     | Bonne van Navarra (1364-ca. 1389)     |                                       |                                       | Peter van Navarra (1366-1412)         | Peter van Navarra (1366-1412)         | Peter van Navarra (1366-1412) | Peter van Navarra (1366-1412) | Peter van Navarra (1366-1412)       | Peter van Navarra (1366-1412)       |                                     |                                     | Filips van Navarra (1368-jong overleden) | Filips van Navarra (1368-jong overleden) | Filips van Navarra (1368-jong overleden) | Filips van Navarra (1368-jong overleden) | Filips van Navarra (1368-jong overleden) | Filips van Navarra (1368-jong overleden) |                                    |                                    | Johanna van Navarra (1370-1437)   | Johanna van Navarra (1370-1437)   | Johanna van Navarra (1370-1437)   | Johanna van Navarra (1370-1437)   | Johanna van Navarra (1370-1437) | Johanna van Navarra (1370-1437) |                                 |                                 | Blanca van Navarra (1372-1385)      | Blanca van Navarra (1372-1385)      | Blanca van Navarra (1372-1385)      | Blanca van Navarra (1372-1385)      | Blanca van Navarra (1372-1385)      | Blanca van Navarra (1372-1385)      |  |  |  |  |  |  |  |  |  |  |  |  |  |  |  |  |  |  |  |  |  |  |  |  |  |  |  |  |  |  |  |  |  |  |  |  |  |  |  |  |  |  |  |  |  |  |  |  |